# Orestide
L'Orestide (en grec ancien : Ὀρεστίς ; en latin : Orestis, -idis ; en grec : Ορεστίδα ; en macédonien : Орестида) est une région de Haute-Macédoine. 
À l'origine principauté indépendante (comme la Lyncestide), elle est rattachée au royaume de Macédoine sous le règne de Philippe II au milieu du IVe siècle av. J.-C. Elle correspond aujourd'hui approximativement au district régional de Kastoria (Macédoine-Occidentale en Grèce). Elle a donné son nom à un dème (municipalité) de Grèce moderne, rebaptisé en 2013 en dème d'Argos Orestique.